# Luke Grimes
Luke Timothy Grimes (Dayton, 21 januari 1984) is een Amerikaanse acteur.

## Biografie
Grimes werd geboren en getogen in Dayton. In 2002 studeerde hij af en vervolgde zijn studie verder aan de American Academy of Dramatic Arts in New York.
Grimes verscheen onder meer in All the Boys Love Mandy Lane, War Eagle, Arkansas en Assassination of a High School President. Ook vertolkte hij een van de hoofdrollen in de ABC-drama Brothers & Sisters.
In 2014 volgde Grimes zijn grote doorbraak met zijn hoofdrol in de Amerikaanse oorlogsfilm American Sniper uit 2014 als Marc Lee. Daarnaast speelde hij ook de broer van Christian Grey in Fifty Shades of Grey, Fifty Shades Darker en Fifty Shades Freed.